# Alcea striata
Alcea striata är en malvaväxtart. Alcea striata ingår i släktet stockrosor, och familjen malvaväxter.

## Underarter
Arten delas in i följande underarter:
- A. s. rufescens
- A. s. striata

## Bildgalleri

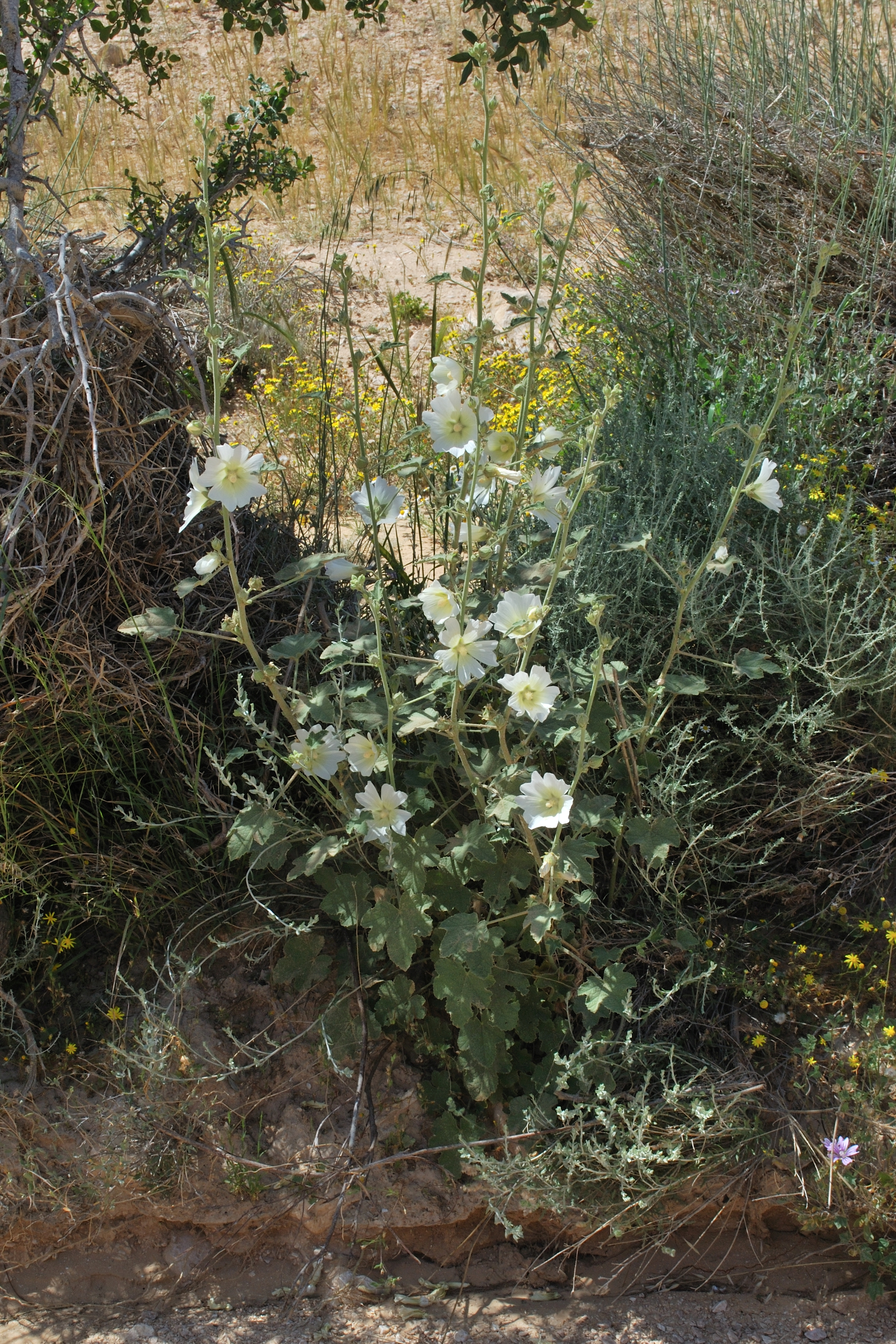